# Dans l'enfer de Monza
Pour plus de détails, voir Fiche technique et Distribution.
Dans l'enfer de Monza (Formula 1 - Nell'inferno del Grand Prix) est un film ouest-germano-italien réalisé par Guido Malatesta et sorti en 1970. Il se déroule sur l'Autodromo Nazionale di Monza, le circuit automobile de Monza en Lombardie.

## Fiche technique
Sauf indication contraire, les informations mentionnées dans cette section peuvent être confirmées par la base de données cinématographiques IMDb,  présente dans la section « Liens externes ».
- Titre en français : Dans l'enfer de Monza[1]
- Titre original italien : Formula 1 - Nell'inferno del Grand Prix[2]
- Titre allemand : Formel 1 - In der Hölle des Grand Prix[1]
- Réalisation : Guido Malatesta (sous le nom de « James Reed »)
- Scenario :	Gianfranco Clerici, Guido Malatesta
- Photographie :	Mario Mancini (it)
- Montage : Jolanda Benvenuti (it)
- Musique : Alessandro Alessandroni
- Décors et costumes : Walter Patriarca
- Trucages : Anacleto Giustini
- Production : Massimo Pupillo (sous le nom de « Ralph Zucker »), Walter Brandi
- Société de production : Adloff-Film, NC Cinematografica
- Pays de production :  Italie-  Allemagne de l'Ouest
- Langue originale : Italien
- Format : Couleur - 2,35:1 - Son mono - 35 mm
- Durée : 90 min (1 h 30[2])
- Genre : Aventures sportives[1]
- Dates de sortie :
  - Italie : 5 mars 1970
  - Allemagne de l'Ouest : 24 juillet 1970
  - France : 28 juillet 1971[1]

## Distribution
- Brad Harris : Ken Stark
- Giacomo Agostini : Giacomo Valli
- Olga Schoberová (sous le nom de « Olinka Berova ») : Gladys Donovan
- Franco Ressel : Frank Donovan
- Graham Hill : Lui-même
- Ivano Staccioli : Jim Connors
- Hans von Borsody : Claude Pellissier
- Marianne Hoffmann : La femme de Pellissier
- Luigi Bonos (sous le nom de « Louis Williams ») : Shenkel
- Rafael Santos
- Agostina Belli : Lisa
- Silvana Jachino : La mère de Giacomo Valli
- Fulvio Mingozzi : Brian
- Irio Fantini
- Gioiella Minicardi
- Franca Sciutto